# Pieter Johannes Alexander Wagemans
Pieter Johannes Alexander Wagemans (Den Haag, 25 augustus 1879 - Den Haag, 30 augustus 1955) was een Nederlands kunstschilder.
Wagemans was van oorsprong huis- en decoratieschilder. Op een gegeven moment besloot hij ook het palet ter hand te nemen. Hij schilderde vooral veel stadsgezichten en soms havens, hoewel er ook wel landschappen en stillevens van hem bekend zijn. Zijn werkterrein bevond zich in Den Haag, zijn geboorte- en woonstad, waar hij ook diverse versies van zijn meest bekende schilderij vervaardigde de Gevangenpoort. Daarnaast schilderde hij taferelen in onder meer Rotterdam, Amsterdam, Haarlem en Delft (Oostpoort).
Zijn meeste schilderijen zijn van groot formaat. Zijn werk heeft doorgaans een dermate hoge kwaliteit, dat in het verleden zijn schilderijen (de signatuur) wel werden vervalst tot J.C.K. Klinkenberg, een schilder met een grotere statuur en dus prijsstelling. Wagemans wordt in vaktermen ook wel een "colorist in traditioneel-realistische stijl" genoemd. Minder bekend is dat hij ook mozaïek vervaardigde.
Zijn werk wordt nog regelmatig aangeboden op veilingen en in galerieën en daar ook verkocht, bijvoorbeeld in het Venduehuis der notarissen in Den Haag. Wagemans wordt ook beschreven in "De Scheen".